# Phaps
Phaps es un pequeño género de aves columbiformes de la familia Columbidae.

## Especies
El género tiene las siguientes especies:
- Phaps chalcoptera (Latham, 1790) – paloma bronce común.
- Phaps elegans (Temminck, 1809) – paloma bronce elegante.
- Phaps histrionica (Gould, 1841) – Paloma bronce arlequín.